# Parhamaxia palposa
Parhamaxia palposa là một loài ruồi trong họ Tachinidae.